# Коли (Торино)
Коли (итал. Colli) је насеље у Италији у округу Торино, региону Пијемонт.
Према процени из 2011. у насељу је живело 89 становника. Насеље се налази на надморској висини од 314 м.